# 1968 na música

## Eventos
- Elvis Presley retorna aos palcos com seu célebre “Comeback Special 68”, sendo visto por mais pessoas que o homem a lua.
- Lançamento do disco Tom Zé, de Tom Zé.
- Lançamento do "Álbum branco (White album)" dos Beatles, no dia 22 de setembro. Dividido em duas partes, algo incomum naquela época.
- Lançado dois álbuns dos Bee Gees, Horizontal e Idea.
- Fundado o grupo inglês de hard rock Led Zeppelin
- Lançamento do álbum de estréia da banda Jethro Tull, This Was.
- 11 de janeiro - O pianista e compositor húngaro Rezsõ Seress se suicida saltando de uma janela em Budapeste. O pianista ficou conhecido pela música "Szomorú Vasárnap" (Gloomy Sunday).
- Lançamento do disco (Beggar's Banquet) dos Rolling Stones,com sucessos como "Sympathy for the Devil", "Jigsaw Puzzle" , e "Street Fighting Man".
- O músico Raul Seixas lança seu primeiro disco, Raulzito e os Panteras, nessa época ainda era conhecido pelo nome de Raulzito.

## Nascimentos
| Data            | Nome                  | Profissão                           | Nacionalidade  | Observações | Ref   |
| --------------- | --------------------- | ----------------------------------- | -------------- | ----------- | ----- |
| 4 de janeiro    | Júlio Rasec           | tecladista                          | Brasil         | m. 1996     |       |
| 9 de janeiro    | Al Schnier            | guitarrista                         | Estados Unidos |             |       |
| 14 de janeiro   | LL Cool J             | rapper e ator                       | Estados Unidos |             |       |
| 26 de janeiro   | Júpiter Maçã          | cantor e compositor                 | Brasil         | m. 2015     |       |
| 27 de janeiro   | Mike Patton           | vocalista                           | Estados Unidos |             |       |
| 28 de janeiro   | Sarah McLachlan       | cantora                             | Canadá         |             |       |
| 1 de fevereiro  | Lisa Marie Presley    | cantora e filha de Elvis Presley    | Estados Unidos |             |       |
| 11 de fevereiro | Wang Shih-hsien       | ator e cantor                       | Taiwan         |             |       |
| 22 de fevereiro | Bradley Nowell        | cantor e guitarrista                | Estados Unidos |             |       |
| 28 de fevereiro | Teresa Cristina       | cantora                             | Brasil         |             |       |
| 6 de março      | Mara Maravilha        | cantora e apresentadora de tv       | Brasil         |             |       |
| 22 de março     | Øystein Aarseth       | Guitarrista                         | Noruega        | m. 1993     |       |
| 23 de março     | Damon Albarn          | cantor                              | Inglaterra     |             |       |
| 29 de março     | Lucy Lawless          | cantora e atriz                     | Nova Zelândia  |             |       |
| 30 de março     | Céline Dion           | cantora                             | Canadá         |             |       |
| 3 de abril      | Sebastian Bach        | cantor                              | Bahamas        |             |       |
| 5 de abril      | Paula Cole            | cantora                             | Estados Unidos |             |       |
| 15 de maio      | Seth Putnam           | músico                              | Estados Unidos |             |       |
| 16 de maio      | Ralph Tresvant        | cantor                              | Estados Unidos |             |       |
| 21 de maio      | Julie Vega            | cantora e atriz                     | Filipinas      | m. 1985     |       |
| 28 de maio      | Kylie Minogue         | cantora                             | Austrália      |             |       |
| 23 de junho     | Kleber Lucas          | cantor e compositor gospel          | Brasil         |             |       |
| 28 de junho     | Otto                  | cantor, compositor e percussionista | Brasil         |             |       |
| 28 de junho     | Chayanne              | cantor                              | Porto Rico     |             |       |
| 30 de junho     | Phil Anselmo          | cantor                              | Estados Unidos |             |       |
| 15 de julho     | Eddie Griffin         | rapper e ator                       | Estados Unidos |             |       |
| 18 de agosto    | Brian Tichy           | baterista                           | Estados Unidos |             |       |
| 24 de agosto    | Andreas Kisser        | guitarrista e compositor            | Brasil         |             |       |
| 8 de setembro   | Ray Wilson            | músico                              | Reino Unido    |             |       |
| 9 de setembro   | Daniel                | cantor                              | Brasil         |             |       |
| 10 de setembro  | Big Daddy Kane        | rapper                              | Estados Unidos |             |       |
| 17 de setembro  | Anastacia             | cantora                             | Estados Unidos |             |       |
| 25 de setembro  | Will Smith            | ator e rapper                       | Estados Unidos |             |       |
| 13 de outubro   | Tisha Campbell-Martin | atriz e cantora                     | Estados Unidos |             |       |
| 17 de outubro   | Ziggy Marley          | músico                              | Jamaica        |             |       |
| 30 de outubro   | Kiyoharu              | cantor e compositor                 | Japão          |             | [ 1 ] |
| 5 de novembro   | Mr. Catra             | cantor, compositor e rapper         | Brasil         | m. 2018     | [ 2 ] |
| 18 de dezembro  | Alejandro Sanz        | cantor                              | Espanha        |             |       |
| 23 de dezembro  | Carla Bruni           | cantora e ex-modelo                 | Itália         |             |       |
| ??              | Sérgio Azevedo        | compositor                          | Portugal       |             |       |

## Mortes
| Data         | Nome              | Profissão           | Nacionalidade  | Observações | Ref |
| ------------ | ----------------- | ------------------- | -------------- | ----------- | --- |
| 15 de Junho  | Wes Montgomery    | guitarrista de jazz | Estados Unidos | n. 1925     |     |
| 23 de agosto | Vicente Celestino | cantor              | Brasil         | n. 1894     |     |
| 10 de julho  | Rosil Cavalcanti  | compositor          | Brasil         | n. 1915     |     |